# 里克·斯科特
李察·“里克”·林恩·斯科特（英語：Richard "Rick" Lynn Scott；1952年12月1日—）是美国一位共和黨籍的政治家和商人，現任佛罗里达州聯邦參議員。他曾於2011年當選佛羅里達州州長，2014年再次當選連任。
在2018年美國中期選舉，斯科特競選佛州聯邦參議員職位，以大約一萬票差距擊敗爭取連任的民主黨人比爾·納爾遜。
2024年，史考特被共和黨內的強硬派與保守派推舉為新的參議院多數黨領袖候選人，但在黨內選舉中未能出線。

### 逸聞
2024年1月，史考特提出一項禁止進口中國大蒜的立法。他認爲中國大蒜可能對美國國家安全構成威脅，理由是有報導稱中國大蒜使用人類的排泄物作爲肥料。